# Nederlandstalige jeugdliteratuur
Deze pagina geeft een overzicht van oorspronkelijke Nederlandstalige jeugdliteratuur met zowel een overzicht van auteurs als van illustratoren.

## Auteurs van Nederlandstalige literatuur
- In aanmerking voor onderstaand overzicht komen auteurs van jeugdliteratuur uit Nederland, België en andere landen waar Nederlands als voertaal wordt gesproken.
- Auteurs zijn gerangschikt in alfabetische volgorde op achternaam.
- Bij auteurs die onder pseudoniem publiceerden staat de werkelijke naam tussen haakjes vermeld.
- Verfilmingen van boeken worden met rood aangegeven, behaalde prijzen staan in blauw vermeld.

### A
- Aalbers, Jeroen (1982, Nederland)
- Aardenburg, A. van (pseudoniem van Herman Pijfers) (1923-2012, Nederland)
  - Bas Banning
- Abbenhuis, Richard (1897-1982, Nederland)
- Abkoude, Christiaan F. van (1880-1960, Nederland)
  - Pietje Bell Verfilmd
  - Kruimeltje Verfilmd
- Aerts, Jef (1972, België)
  - Het kleine paradijs
  - Groter dan een droom Zilveren Griffel 2014; Boekenleeuw 2014
  - Vissen smelten niet Zilveren Griffel 2014
- Aerts, Mariëtte (1962, Nederland)
- Andreus, Hans (1926-1977, Nederland)
  - Meester Pompelmoes en de mompelpoes Kinderboek van het jaar 1969
  - De rommeltuin Zilveren Griffel 1971
- Andriessen, Pieter Jacob (1815-1877, Nederland)
- Anslijn, Nicolaas (1777-1838, Nederland)
- Appel, René (1945, Nederland)
- Arnoldus, Henri (1919-2002, Nederland)
  - Pietje Puk
- Asscher-Pinkhof, Clara (1896-1984, Nederland)
  - Sterrekinderen
- Assen, Klaas van (1952, Nederland)

### B
- Baeten, Lieve (1954-2001, Vlaanderen)
  - Nieuwsgierige Lotje Boekenpauw 1993 Verfilmd
- Bakker, Piet (1897-1960, Nederland)
- Ballegeer, Johan (1927-2006) Vlaanderen Vlaamse Staatsprijs voor Kinder- en Jeugdliteratuur 1989
  - Geen meiden aan boord Boekenleeuw, Van Maerlantprijs, Prijs van de Vlaamse Kinder- en Jeugdjury
- Barnard, Henk (1922-2003) Staatsprijs voor Kinder- en Jeugdliteratuur 1982
  - De Marokkaan en de kat van tante Da Gouden Griffel 1973
  - Kon hesi baka Gouden Griffel 1977
  - Laatste nacht in Jeque Nienke van Hichtumprijs 1979
  - Hier ben ik dan Zilveren Griffel 1983
- Battum, Annet van (1927-2009, Nederland)
- Beckman, Thea (1923-2004, Nederland)
  - Met Korilu de wereld rond Zilveren Griffel 1971
  - Kruistocht in spijkerbroek Gouden Griffel 1974, Europese prijs voor het beste historische jeugdboek 1976 Verfilmd
  - Stad in de storm Zilveren Griffel 1980
  - Een bos vol spoken Prijs van de Nederlandse kinderjury 1989
  - Het geheim van Rotterdam Prijs van de Nederlandse kinderjury 1991
- Beek, Ina van der (1953), Mees en Tijn serie
- Been, Johan H. (1859-1930, Nederland)
- Beer, Hans de (1957)
  - Een ijsbeer in de tropen Japanse Uilenprijs, Vlag en Wimpel
  - Valentino de kikker Gouden Plaque voor de illustraties van Bruno Bos
- Beke, Carel (1913-2007, Nederland)
- Bel, Marc de (1954)
- Belinfante-Belinfante, Emmy (1875-1944, Nederland)
- Bertin, Eddy C. (1944)
- Bie, Inge de (1966)
- Biegel, Paul (1925-2006, Nederland) Staatsprijs voor Kinder- en Jeugdliteratuur 1973
  - Het sleutelkruid Kinderboek van het jaar 1965
  - De kleine kapitein Gouden Griffel 1972
  - De twaalf rovers Zilveren Griffel 1972, Nienke van Hichtum 1973
  - Het olifantenfeest Zilveren Griffel 1973
  - Haas Zilveren Griffel 1981
  - De rode prinses Zilveren Griffel 1987
  - Anderland, een Brandaan mythe Zilveren Griffel 1990, Libris Woutertje Pieterseprijs 1991
  - Nachtverhaal Gouden Griffel 1993
- Biemans, Angelina M. J. (1944)
  - Lang zul je leven Nienke van Hichtumprijs 1889
  - Ik was de zee Zilveren Griffel 1990
- Billiet, Daniel (1950) Vlaanderen
- Blaauw-Van den Dries, Henriëtte (1875-1949)
- Bloem, Marion (1952)
  - Matabia Jenny Smelik/IBBY-prijs 1991
- Blouw, Jan Paul Valkema (23-10-1884 Haarlem - 18-02-1954 Zeist)
  - Op zoek naar de schatten van Bidoux (1925)
  - Het eiland der apen. Een boek voor jongens (1926)
  - Kardon, een moderne Robinson Crusoë (1926)
  - De gekantelde karos. Een boek voor jongens (1927)
  - De wedstrijd over den oceaan (1928)
  - Uit 't leven van kapitein Prum (1929)
  - Het verdwenen parelsnoer. Kapitein Prum-reporter-detectief (1930)
  - Het smokkelschip Beredino. Een boek van avontuur (1934)
  - Het goud van de Melusco (1935)
  - De gestolen Rembrandt. 't Verhaal van een ontvreemd meesterwerk (1937)
  - Diamanten (1937)
  - In het diepst van de wildernis. Een boek van avontuur (1938)
  - Het grote avontuur (1944)
- Bodenheim, Nelly (1874-1951)
- Boeke, Jet (1948)
  - Dikkie Dik
- Bogaart, Elle van den (1959)
- Bomans, Godfried (1913-1971, Nederland)
  - Erik of Het klein insectenboek Verfilmd
- Bond, Klaas (1959)
- Bos, Burny (1944-2023)
  - Ko de Boswachter Televisieprogramma
- Boonen, Stefan (1966) 
  - 100 procent Lena
  - Wow, wat een wolf
  - Met opa op de fiets
  - Elvis De Draak
- Bouhuys, Mies (1927-2008, Nederland)
  - Kinderverhalen Kinderboek van het jaar 1966
- Bracke, Dirk (1953)
- van Brakel, Mario (1961)
  - Dagboek van August Tholen
  - Het zwijgen van de vossen Brabantse literatuurprijs 2011
- Brands, Gerard (1934-2012, Nederland)
  - Padden verhuizen niet graag Zilveren Griffel 1979
  - Allemaal bedrog Zilveren Griffel 1993
- Bril, Martin (1959-2009, Nederland)
  - Max en Vera
- Brok, Anouska (1976, Nederland)
  - Flex in: Het mysterie van de paarse wolken (wolken) 9e plaats publieksprijs Brabantse literatuurprijs 2009
  - Flex in: De vervloekte farao
- Bruijn, Cor (1883-1978, Nederland)
  - Lasse Länta Kinderboek van het jaar 1956
- Bruna, Dick (1927-2017, Nederland) DA Thiemeprijs 1990
  - Boris Beer Gouden Penseel 1990
  - Nijntje

### C
- Camp, Gaston Van (1939-2022, Vlaanderen)
  - Het bonte boeketboek I, Water en zee Referendumprijs Antwerpse boekenbeurs 1970
  - De dood vliegt boven Guernica Prijs Jeugdliteratuur 1983
- Campert, Remco  (1929-2022, Nederland)
- Cazemier, Caja (1958, Nederland)
  - Vamp Prijs Jonge jury 2008
- Cleemput, Gerda van (1935-2022, Vlaanderen) Jacob van Maerlant Oeuvreprijs 1989
  - De bloeiende mimosaboom Kinderjury prijs
  - Vijfhonderd in de week Kinderjury prijs
- Cornillie, Patrick (1961- , Vlaanderen)
  - De Sint op wieltjes
  - De Pietenschool
  - De Coupure
  - Koffie met kruimels
  - Buitengewoon
- Cottenjé, Mireille (1933-2006, Vlaanderen)
  - Het grote onrecht Prijs Knokke-Heist 1973
  - Er zit muziek in de lucht Vlaamse staatsprijs voor kinder- en jeugdliteratuur 1981
- Cramer, Rie (1887-1977, Nederlands-Indië)

### D
- Daele, Henri van (1946-2010, Vlaanderen)
  - Pitjemoer Bruna Kinderboek Prijs 1979, Vlaamse Staatsprijs voor Kinder- en Jeugdliteratuur 1983
- Daems, Wim (1948-2009, Vlaanderen)
- Dam, Arend van (1953)
- Daniëls, Wim  (1954)
- Dekkers, Midas (1946, Nederland)
  - Kijken met je handen Zilveren Griffel 1984
  - Eten is weten Zilveren Griffel 1988
  - Het grote moment Zilveren Griffel 1989
- Diekmann, Miep (1925-2017, Nederland) Nederlandse Staatsprijs voor Kinder- en Jeugdliteratuur 1970, Laurens Jansz Costerprijs 1979, Tsjechische Staatsonderscheiding 1994
  - De boten van Brakkeput Kinderboek van het jaar 1957
  - En de groeten van Elio Duitse jeugdboekenprijs 1964
  - Dan ben je nergens meer Nienke van Hichtumprijs 1975
  - Wiele wiele stap Gouden Griffel 1978
  - Ik heb geen naam Boekensleutel 1981
- Dielemans, Linda (1981)
  - Schaduw van de leeuw Senaatsprijs Nederlandse Kinderjury 2019, Archeon Jonge Beckmanprijs 2020
  - Brons Vlag en Wimpel 2020
- Diepstraten, Johan (1951-1999)
- Dijkstra, Lida (1961)
  - Wachten op Apollo Vlag en Wimpel 2002
  - Verhalen voor de vossenbroertjes Vlag en Wimpel 2012
- Dijkzeul, Lieneke (1950)
- Wally De Doncker (1958)
- Dorrestein, Miek (1931)
  - Geesten houden niet van regen Europese Jeugdboekenprijs 1980
  - Aardappels met lawaaisaus Kinderjury 1992
- Dorrestijn, Hans (1940, Nederland)
  - De Stratemakeropzeeshow Televisieprogramma
  - J.J. De Bom voorheen De Kindervriend Televisieprogramma
  - Brandnetels Greep onfortuinlijk naast de Gouden Griffel 1985
- Dragt, Tonke (1930-2024, Nederlands-Indië) Staatsprijs voor Kinder- en Jeugdliteratuur 1976
  - De brief voor de koning Kinderboek van het jaar 1963
  - Torenhoog en mijlen breed Nienke Hichtumprijs 1971
- Dreesen, Jaak (1934-2022) Vlaanderen
  - En boven het dorp de zilveren vogels Prijs Lannoo-Tielt 1982
  - De vlieger van opa De boekenleeuw 1989
  - Een muur van hitte Van Maerlantprijs 1990
  - Sporen van sneeuw Van Maerlantprijs 1991
- Dros, Imme (1936, Nederland)
  - De zomer van het jaar Zilveren Griffel 1980
  - Annetje Lie in het holst van de nacht Zilveren Griffel 1987, Libris Woutertje Pieterse Prijs 1988
  - De trimbaan Zilveren Griffel 1987
  - De reizen van de slimme man Zilveren Griffel 1988
  - Roosje kreeg een ballon Zilveren Griffel 1989
  - De O van opa Zilveren Griffel 1990
  - Ik wil die! Zilveren Griffel 1992
  - De blauwe stoel, de ruziestoel Zilveren Griffel 1993
  - Odysseus, een man van verhalen Zilveren Griffel 1994
  - En een tijd van vrede Nienke Hichtum 1983
- Dubelaar, Thea (1947)
  - Sjanetje Zilveren Griffel 1980
  - Liegbeest Kinderjury 1981
  - Een beetje leeuw Verfilmd
  - De grap Best uitgeleende bibliotheekboek 1987
  - Sander Verfilmd
  - Nanseli, waar ren je heen White Raven's 2000
  - De held van Oer in het Rijk van Schijn Tiplijst Kinderjury 2005
  - Socrates Shortlist Griffels 2007
- Duijn, Frans van (1963, Nederland)
- Dulieu, Jean (= Jan van Oort) (1921-2006, Nederland)
  - Paulus de boskabouter

### E
- Ede, Bies van (1957)
- Ekkers, Remco (1941-2021)
  - Haringen in sneeuw Zilveren Griffel 1985
- Evenhuis, Gertie (1927-2005, Nederland)
  - Wij waren er ook bij Nienke Hichtumprijs 1964
  - Stefan en Stefan Zilveren Griffel 1974
- Eykman, Karel (1936-2022, Nederland)
  - De vreselijk verlegen vogelverschrikker Zilveren Griffel 1975
  - Liefdesverdriet Gouden Griffel 1984

### F
- Fabricius, Johan (1899-1981, Nederlands-Indië)
  - De scheepsjongens van Bontekoe Verfilmd
- Figee, Henk (1948-1994, Nederland)
- Fossey, Koen (1953, Vlaanderen)
  - Het spoortje in het bos Prijs voor de Vlaamse Provincies 1983
  - Feest voor Karel Verfilmd
  - Sloddervossen Verfilmd
- Franck, Ed (1941, Vlaanderen)
  - Geen wonder dat moeder met de goudvissen praat Boekenwelp 1990
  - Zomer zeventien Prijs van de Vlaamse Gemeenschap 1992
- Frank, Anne (1929-1945, Duitsland)
  - Het Achterhuis Verfilmd
- Franke, Simon (1880-1957, Nederland)

### G
- Annie van Gansewinkel (1954)
- Garmers, Sonia (1933-2025, Curaçao)
  - Orkaan en Mayra Nienke van Hichtumprijs 1981
- Geelen, Harrie (1939, Nederland)
  - Herman het kind en de dingen Zilveren Griffel 1994
- Geest, Klaas van der (1903-1964)
- Gestel, Peter van (1937-2019, Nederland)
  - Uit het leven van Ko Kruier Zilveren Griffel 1985
  - Ko kruier en zijn stadsgenoten Nienke Hichtumprijs 1987
- Gort, Geertje (1941)
  - Filiz Jenny Smelik/IBBY-prijs 1983
  - Geen weg terug Glazen Globe 1987
- Graaf, Anke de (1927-2019)
- Graaf, Barend de (1898-1983) 
  - Kleine vertellingen uit het Grote Boek, Bijbels dagboek voor kinderen
- Groen, Els de (1949)
  - Het jaar van het goede kind Kinderboek van het jaar 1989 Sovjet-Unie

### H
- Haar, Jaap ter (1922-1998, Nederland)
  - De geschiedenis van Noord-Amerika Jeugdboekenprijs 1972 Duitsland
  - Het wereldje van Beer Ligthart Gouden Griffel 1974
- Hafkamp, Corrie (1929-2020)
  - Wat dacht je van mij Vlag en Wimpel 1981
- Hagen, Hans (1955)
  - Het gouden oog Zilveren Griffel 1992
  - Het is nacht, we gaan op jacht Zilveren Griffel 1992
  - Jubelientje en haar liefste oma Vlag en Wimpel 1992
- Hanegreefs, Luc (1959, België)
  - Vikingbloed
  - Vervloekt
  - Heksenjong
  - De ring van Commodus
  - e.a.
- Hanssen, Leander (1954)
  - De maanspiegel Lees 1 7 prijs 2005
  - De Stad van As
  - De Bajkakoning
  - De zwarte kamer van Skwar
- Hartman, Evert (1937-1994, Nederland)
  - Oorlog zonder vrienden Europese Jeugdboekenprijs 1980
  - Morgen ben ik beter Kinderjury 1987
  - Niemand houdt mij tegen Kinderjury 1991
  - De voorspelling Kinderjury 1993
  - De vloek van Polyfemos Kinderjury 1994
- Hazelhoff, Veronica (1947-2009, Nederland)
  - Nou moe! Zilveren Griffel 1981, Gouden Ezelsoor 1981
  - Auww! Gouden Griffel 1984
  - Veren Zilveren Griffel 1995, Nienke Hichtumprijs 1995
- Heede, Sylvia vanden (1961, Vlaanderen)
  - Katers jagen 's nachts Tielt Boekenstadprijs 1990
  - Wok van de wilden Boekenwelp 1992
  - Een steen voor Lothin Cyriel Verleyenprijs 1993
- Hers, Anna (1885-1968)
- Herzen, Frank (1933-2007)
  - De zoon van de woordbouwer Jeugdboek van het jaar 1970
- Heyden, Gil vander (1937, Vlaanderen)
  - De Steenkikker Rotaryprijs 1978
  - Woensdag, maar vanavond niet Prijs van de Provincie Antwerpen 1984, Lode Lavkiprijs 1984
  - Naar China in een koffiedoos Prijs van de Provincie Antwerpen 1987
  - Taartjes van glas Dichter bij jeugd 1988
  - Kleine stemmen Zilveren Griffel 2015
- Heymans, Annemie (1935-2008)
  - Neeltje Zilveren Griffel 1985
  - De prinses van de moestuin Zilveren Griffel 1991
- Heymans, Margriet (1932-2023)
  - Lieveling Boterbloem Zilveren Griffel 1989, Libris Woutertje Pieterse Prijs 1989
  - De prinses van de moestuin Zilveren Griffel 1991
- Hichtum, Nienke van (1860-1939, Nederland)
- Hille-Gaerthé, C.M van (1881-1958), Nederland
- Hoekstra, Han G.(1906-1988)
  - Het verloren schaap (1947)
- Hooft, Mieke van (1956)
- Hooff, Marieke Van (10-04-1976 )
  - Kaatje de kip heeft de hik! (2008)
  - Kaatje de kip heeft honger! (2008)
  - Prinses Eleonora (2012)
  - Dokter Doppert (2012)
  - De Frutsels (2013)
  - Barones Van Stippeltje (2014)
  - Op zoek naar Jasper (2011, 2014)
  - San Diego, mon amour (2015)
- Heide, Willy van der (= W.H.M. van den Hout) (1915-1985, Nederland)
  - Bob Evers-serie
  - Dick Boei en de bermbandieten
  - Dikkie en de dingen die branden
  - Otto Onge-serie
  - Strato-Stervaart-serie
  - De avonturen van Woutertje Wipneus
  - Zip Nelson: De aanval der atoompiraten
- Horowitz, Anthony (1956)
- Hulst, W.G. van de (1879-1963, Nederland)

### I
- Iterson, Siny van (1919-2018, Curaçao)
  - De adjudant van de vrachtwagen Kinderboek van het jaar 1968
  - Het gouden suikerriet Zilveren Griffel 1971

### J
- Jonge, Harm de (1940)
- Jonge, Tanja de (1968)
- Jurgens, Barbara (1964)

### K
- Kemming, Marloes (1983, Nederland)
- Kerkwijk, Henk van (1940)
- Kieviet, Cornelis J. (1858-1931, Nederland)
- Kliphuis, Christine (1957)
- Koolwijk, Pieter (1974)
- Kortooms, Toon (1916-1999, Nederland)
- Koster, Susanne (1957)
- Kraan, Hanna  (1946-2011)
- Kramer, Diet (1907-1965, Nederland)
- Kromhout, Rindert (1958, Nederland)
- Kuijer, Guus (1942, Nederland) Astrid Lindgren Memorial Award 2012
- Kuyper, Hans (1962, Nederland)
- Kustermans, Paul (1936)

### L
- Laan, Dick (1894-1973, Nederland)
- Laenen, Gie (1944)
- Lagrou, Patrick (1949)
- Lebacs, Diana (1947-2022, Curaçao)
  - Nancho van Bonaire Zilveren Griffel 1976
- Lindekruis, Theo (= Antoon Aarts) (1902-1978, Vlaanderen)
- Loon, Paul van (1955, Nederland)
- Leeuwen, Joke van (1952, Nederland/Vlaanderen)

### M
- Marxveldt, Cissy van (1889-1948, Nederland)
- Menkens-van der Spiegel, Dirkje (1894-1958, Nederland)
- Menten, Tosca (1961, Nederland)
- Moeyaert, Bart (1964, Vlaanderen) Astrid Lindgren Memorial Award 2019
- Morshuis, Marloes (1970, Oldenzaal)
- Mous, Mirjam (1963, Nederland)

### N
- Naus, Reggie (1973)
- Noordhuis-Noordhof, Okkie (1945)
- Noordraven, Tjerk (1987, Nederland)
- Noort, Selma (1960)
- Norel, Klaas (1899-1971, Nederland)
- Nowee, Jan (1901-1958, Nederland)
- Nowee, Paul (1936-1993, Nederland)

### O
- Oldenhave, Mirjam (1960)
- Oomen, Francine (1960)
- Ouden, Roelof den (1978)

### P
- Pelgrom, Els (1934, Nederland)
- Pelgröm, Gerben (1979-2017, Nederland)
- Peters, Anja (= Chinny van Erven) (1925-1996, Nederland)
- Provoost, Anne (1964)

### R
- Kees van Reijsen
  - Varend vaderland : een verhaal over de eerste zeereis der Hollanders naar Indië, 1595-1597, 1946, uitgever: Rutgers, Naarden, 315 p, ill.
  - De grappige en angstige avonturen van Reus Bollebof, 1947, uitgever: Boekdrukkerij Rutgers, Doesburg, 168 p, ill
  - Reus Bollebof gaat weer op stap, 1947, Uitgeversmij. A. Rutgers, Naarden, 173p, ill.,
- Roggeveen, Leonard (1898-1959, Nederland)
- Rood, Lydia (1957, Nederland)
- Ruggenberg, Rob (1946-2019, Nederland)
- Rutgers van der Loeff, An (1910-1990, Nederland)
- Reiss, Johanna (1932, Nederland)

### S
- Saris, Leni (1915-1999, Nederland)
- Schell, Simone (1943)
- Schmidt, Annie M.G. (1911-1995, Nederland) Hans Christian Andersenprijs 1988

- Schotveld, Janneke (1974, Nederland)
- Schuttevaêr-Velthuys, Nel (1903-1996, Nederland)
  - Anne-Marie-serie
  - Kitty-serie
- Sikkel, Manon (1965, Nederland)
- Sylvia Sillevis (= W.H.M. van den Hout) (1915-1985, Nederland)
  - Wanda Moens-serie
- Slee, Carry (1949, Nederland)
- Smits, Irmgard (1944)
- René Swartenbroekx (1935)

### T
- Tellegen, Toon (1941, Nederland)
- Terlouw, Jan (1931-2025, Nederland)
  - Oorlogswinter Verfilmd
- Thijssen, Felix (1933-2022, Nederland) - Sciencefiction
  - Ruimteverkenner Mark Stevens,
  - Arne Nay Sterzon
- Treffers, Johan (1883-1945, Nederland)
  - Een H.B.S. film
- Tijsinger, Ellen (1947-2016)

### V
- Rein Valkhoff (1899-1971)

- Barbara M. Veenman (1962, Nederland)
- Vereecken, Kathleen (1962, Vlaanderen)
  - Ik denk dat het liefde was Boekenleeuw 2010
- Vermeiren, Leopold (1914-2005, Vlaanderen)
  - De Rode Ridder
- Verroen, Dolf (1928)
- Vervloed, Peter (1951, Nederland)
- Vlugt, Simone van der (1966)
- Vriens, Jacques (1946)
- Vries, Anke de (1936)
- Vries, Anne de (1904-1964, Nederland)

### W
- Wanders, Gijs (1950, Nederland)
- Warnsinck, Margot (1909-1952)
- Wiersema, Bert (1959, Nederland)
- Wilkeshuis, Cees (1896-1982, Nederland)
- Wilmink, Willem (1936-2003, Nederland)
- Witte, Marianne (1951, Nederland)
- Witte, Vera (1918-1994, Nederland)
- Woltz, Anna (1981, Groot-Brittannië)

### X Y Z
- Zachariasse, Debora (1961-)
- Zanger, Jan de (1932-1991)

## Illustratoren van Nederlandstalige boeken

### A
- Kristien Aertssen (1953, België)
  - Boekenpauw 1994 voor Tante Nans zat op een gans (1993) - auteur An Debaenen en Cathy Goossens

### B
- Lieve Baeten (1954-2001, België)
  - Boekenpauw 1993 voor Nieuwsgierig Lotje (1992)
- Joep Bertrams (1946, Nederland)
- Wim Bijmoer (1914-2000, Nederland)
- Blexbolex
  - Gouden Penseel 2011 voor Seizoenen (2010)
- Geerten Ten Bosch (1959, Nederland)
  - Gouden Penseel 1996 voor De verjaardag van de eekhoorn (1995) - auteur: Toon Tellegen
- Dick Bruna (1927-2017, Nederland) - Max Velthuijs-prijs 2016
  - Gouden Penseel 1990 voor Boris Beer (1989)

### C
- Sabien Clement (1978, België)
  - Boekenpauw 2009 voor En iedereen ging op zijn mieren zitten (2008) - auteur Paul de Moor
- Carll Cneut (1969, België)
  - Boekenpauw 2004 voor Mijnheer Ferdinand (2003) - auteur: Agnes Guldemont
  - Boekenpauw 2000 voor Willy (1999) - auteur: Geert De Kockere

### D
- Jenny Dalenoord (1918-2013, Nederland)
- Raoul Deleo (1968, Nederland)
  - Gouden Penseel 2022 voor Terra Ultima (2021) - auteur: Noah J. Stern
- Charlotte Dematons (1957, Frankrijk)
  - Gouden Penseel 2008 voor Sinterklaas (2007)
- Gerda Dendooven (1962, België)
  - Boekenpauw 2007 voor Het verhaal van slimme Krol. En hoe hij aan de dood ontsnapte (2006)
  - Boekenpauw 2002 voor Meneer Papier gaat uit wandelen (2001) - auteur: Elvis Peeters
  - Boekenpauw 1995 voor Strikjes in de Struiken (1994) - samenstelling: Ben Reynders
  - Boekenpauw 1990 voor IJsjes (1989)
- Goeie Dewanckel (1959, België)
  - Boekenpauw 2005 voor Het mooie meisje (2004) - auteur: Pieter van Oudheusden
  - Boekenpauw 1999 voor Zeg me dat het niet zal sneeuwen (1998) - auteur: Jaak Dreesen

### E
- Tom Eyzenbach (1951, Nederland)
  - Gouden Penseel 1979 voor Het wonderlijke verhaal van Hendrik Meier (1978) - auteur: Roald Dahl

### F
- Koen Fossey (1953, België)
  - Boekenpauw 1989 voor Moet je echt weg - auteur: Ed Franck

### G
- Harry Geelen (1939, Nederland)
  - Gouden Penseel 1995 voor Het beertje Pippeloentje (1994) - auteur: Annie M.G. Schmidt
- Ingrid Godon (1958, België)
  - Boekenpauw 2015 voor Ik denk (2014) - auteur: Toon Tellegen
  - Boekenpauw 2001 voor Wachten op Matroos (2001) - auteur: André Sollie

### H
- Annemarie van Haeringen (1959, Nederland)
  - Gouden Penseel 1999 voor Malmok (1998) - auteur: Sjoerd Kuyper
  - Gouden Penseel 2000 voor De prinses met de lange haren (1999)
  - Gouden Penseel 2005 voor Beer is op Vlinder (2004)
- Friso Henstra (1928-2013, Nederland)
  - Gouden Penseel 1992 voor Waarom niet? (1991) - auteur: Sylvia Hofsepian
- Alfons van Heusden (1930-2000, Nederland)
  - Gouden Penseel 1989 voor Dat rijmt (1988) - auteur: Ivo de Wijs
- Margriet Heymans (1932-2023, Nederland)
  - Gouden Penseel 1973  voor Hollidee de Circuspony (1972)
  - Woutertje Pieterse Prijs 1988 en Gouden Penseel 1988  voor Annetje Lie in het holst van de nacht (1987) - auteur: Imme Dros
  - Gouden Penseel 1998 voor De wezen van Woesteland (1997)
- Wim Hofman (1941, Nederland) - Max Velthuijs-prijs 2013
  - Gouden Penseel 1974 voor Koning Wikkepokluk de merkwaardige zoekt een rijk (1973)
  - Gouden Penseel 1984 voor Aap en Beer : een ABC boek (1983)
- Carl Hollander (1934-1995, Nederland)
- Alice Hoogstad (1957, Nederland)
  - Gouden Penseel 2015 voor Monsterboek (2014)
- Philip Hopman (1961, Nederland) - Max Velthuijs-prijs 2022
- Paul Hulshof (1950, Nederland)
  - Gouden Penseel 1975 voor Iolo komt niet spelen (1974) - auteur Alet Schouten

### J
- Yvonne Jagtenberg (1967, Nederland)
  - Gouden Penseel 2019 voor Mijn wonderlijke oom (2018)
  - Gouden Penseel 2020 voor Hup Herman!  (2019)
- Jan Jutte (1953, Nederland)
  - Gouden Penseel 1994 voor Lui Lei Enzo (1993) - auteur Rindert Kromhout
  - Gouden Penseel 2001 voor Tien stoute katjes (2000) - auteur Mensje van Keulen
  - Gouden Penseel 2004 voor Een muts voor de maan (2003) - auteur Sjoerd Kuyper

### K
- Piet Klaasse (1918-2001, Nederland
  - Gouden Penseel 1981 voor Sagen en Legenden van de Lage Landen (1980) - auteur Eelke de Jong

### L
- Joke van Leeuwen (1952, Nederland)
  - Gouden Penseel 1980 voor Een huis met zeven kamers (1979)
  - Gouden Penseel 2007 voor Heb je mijn zusje gezien? (2006)
- Martijn van der Linden (1979, Nederland)
  - Gouden Penseel 2017 voor Tangramkat (2016) - auteur Maranke Rinck

### M
- Willemien Min (1956, Nederland)
  - Gouden Penseel 2002 voor Ik schilder je in woorden (2001) - auteur Hans Hagen

### P
- Mance Post (1925-2013, Nederland) - Max Velthuijs-prijs 2007
- Sieb Posthuma (1960-2014)
  - Gouden Penseel 2009 voor Boven in een groene linde zat een moddervette haan : de 75 mooiste fabels (2008) - op rijm gezet door Maria van Donkelaar & Martine van Rooijen
  - Gouden Penseel 2012 voor Een vijver vol inkt (2011) - auteur Annie M. G. Schmidt
- Lidia Postma (1952, Nederland)
  - Gouden Penseel 1976 voor Sprookjes en vertellingen : volledige uitgave (1975) - auteur Hans Christian Andersen
- Marjolein Pottie (1970, België)
  - Boekenpauw 1997 voor Muu (1996) - auteur: Geert De Kockere

### R
- Harriët van Reek (1957, Nederland)
  - Gouden Penseel 2016 voor Lettersoep (2015)
- Floor Rieder (1985, Nederland)
  - Gouden Penseel 2014 voor Het raadsel van alles wat leeft en de stinksokken van Jos Grootjes uit Driel (2013) - auteur Jan Paul Schutten
- Joost Roelofsz (1943, Nederland)
  - Gouden Penseel 1982 voor Voor en Achter (1981)

### S
- Tom Schamp (1970, België)
  - Boekenpauw 2013 voor Het leukste abc ter wereld (2012) - auteur Sylvia Vanden Heede
  - Boekenpauw 2008 voor De 6e dag (2007) - auteur Tine Mortier
- Dieter Schubert (1947, Duitsland)
  - Gouden Penseel 1987 voor Monkie (1986)
- André Sollie (1947-2025, België)
  - Boekenpauw 2010 voor De Zomerzot (2009)
  - Boekenpauw 1998 voor De brief die Rosie vond (1997) - auteur: Bart Moeyaert

### T
- Leo Timmers (1970, België)
  - Boekenpauw 2012 voor Boem (2011)
- Thé Tjong-Khing (1933, China) - Max Velthuijs-prijs 2010
  - Gouden Penseel 1978 voor Wiele wiele stap (1977) - auteur Miep Diekmann
  - Gouden Penseel 1985 voor Kleine Sofie en Lange Wapper (1985) - auteur Els Pelgrom
  - Gouden Penseel 2003 voor Het woordenboek van Vos en Haas (2002) - auteur Sylvia Vanden Heede
- Marit Törnqvist (1964, Zweden)
  - Gouden Penseel 2006 voor Pikkuhenki (2005) - auteur Toon Tellegen
  - Boekenpauw 2018 voor Het gelukkige eiland (2017)
- Marije Tolman (1976, Nederland) en Ronald Tolman (1948, Nederland)
  - Gouden Penseel 2010 voor De Boomhut (2009)

### V
- Sebastiaan Van Doninck (1979, België)
  - Boekenpauw 2020 voor De fantastische vliegwedstrijd (2020)- auteur Tjibbe Veldkamp
- Anton Van Hertbruggen (1990, België)
  - Boekenpauw 2014 voor Het hondje dat Nino niet had (2013) - auteur Edward van den Vendel
- Isabelle Vandenabeele (1972, België)
  - Boekenpauw 2006 voor Mijn schaduw en ik (2005) - auteur Pieter van Oudheusden
- Roland Vandenbussche
  - Boekenpauw 1991 voor Met weinig eerbied. Museumgids voor jongeren (1990) - auteur: Pierre Van Rompaey
- Max Velthuijs (1923-2005, Nederland) - Hans Christian Andersenprijs 2004
  - Gouden Penseel 1977 voor Het goedige monster en de rovers (1976)
  - Gouden Penseel 1986 voor Klein-Mannetje vindt het geluk (1985)
  - Gouden Penseel 1993 voor Kikker in de kou (1992)
  - Gouden Penseel 1997 voor Kikker is Kikker (1996)
- Jan Marinus Verburg (1949, Nederland)
  - Gouden Penseel 1978 voor Tom Tippelaar (1977) - auteur Annie M.G. Schmidt
- Kaatje Vermeire (1981, België)
  - Boekenpauw 2019 voor Ans & Wilma verdwaald (2018) - auteurs Alice Reijs en Ariane Van Vliet
- Klaas Verplancke (1964, België)
  - Boekenpauw 2003 voor Heksje Paddenwratje (2002) - auteur: Henri van Daele
- Geert Vervaeke (1956, België)
  - Boekenpauw 1992 voor Puntje puntje puntje (1991) - auteur: Geert De Kockere
- Ludwig Volbeda (1990, Nederland)
  - Gouden Penseel 2018 voor Fabeldieren (2017) - auteur Floortje Zwigtman
  - Gouden Penseel 2021 voor Hele verhalen voor een halve soldaat (2020) - auteur Benny Lindenlauf
- Peter Vos (1935-2010, Nederland)
  - Gouden Penseel 1991 voor Lieve kinderen hoor mijn lied(1990) - auteur Rudy Kousbroek
- Ellen Vrijsen
  - Boekenpauw 2011 voor Cantecleir - auteurs Greet Vissers en Jo Roets

### W
- Fiep Westendorp (1916-2004, Nederland)
- Anne Westerduin (1945, België)
  - Boekenpauw 1996 voor Een koekje voor Blekkie - auteur: Agnes Verboven
- Sylvia Weve (1954, Nederland) - Max Velthuijs-prijs 2019
  - Gouden Penseel 2013 voor Aan de kant, ik ben je oma niet! (2012) - auteur Bette Westra
- Mina Witteman (1959, Nederland)
- Alex de Wolf (1958, Nederland)

## Bekende Nederlandstalige boeken
- Arendsoog (serie) - Paul Nowee en Jan Nowee
- Bartje - Anne de Vries
- Bob Evers (serie) - Willy van der Heide
- Ciske de Rat - Piet Bakker
- Commissaris Achterberg (serie) - Wim van Helden
- De Kameleon (serie) - Hotze de Roos
- De olijke tweeling (serie) - Arja Peters
- Dik Trom (serie) - C. Joh. Kieviet
- Een zomerzotheid - Cissy van Marxveldt
- Het dagboek van Anne Frank
- Jip en Janneke (serie) - Annie M.G. Schmidt
- Ot en Sien (serie) - J. Ligthart en H. Scheepstra
- Paulus de boskabouter - Jean Dulieu
- Piggelmee - Plaatjes: Nans van Leeuwen
- Pinkeltje (serie) - Dick Laan
- Simmetje (serie) - Georges Mazure
- Snelle Jelle - Ad van Gils
- Schoolydillen - Top Naeff

## Belangrijke prijzen
- Boekenleeuw
- Kinderboek van het jaar (1954-1970)
- Gouden Griffel
- Jonge Jury
- Staatsprijs voor kinder- en jeugdliteratuur
- Prijs van de Kinder- en Jeugdjury voor het boek in Vlaanderen
- Prijs van de Nederlandse Kinderjury
- Prijs van de Vlaamse Gemeenschap voor Jeugdliteratuur
- Thea Beckmanprijs
- Woutertje Pieterse Prijs
- Zoute Zoen